# Euobrimus stephenreyesi
Euobrimus stephenreyesi är en insektsart som beskrevs av Ireneo L. Lit och Orlando L. Eusebio 2006. Euobrimus stephenreyesi ingår i släktet Euobrimus och familjen Heteropterygidae. Inga underarter finns listade i Catalogue of Life.